# Мой папа — идеалист
«Мой папа — идеалист» — мелодрама режиссёра Владимира Бортко 1980 года.

## Сюжет
Сын, врач-реаниматолог, никак не может найти общий язык со своим отцом, постоянно язвит и подтрунивает над ним. Но когда молодой мачехе при родах начинает угрожать опасность, молодой человек забывает все обиды и выполняет свой профессиональный долг.

## В ролях
- Владислав Стржельчик — Сергей Юрьевич Петров
- Юрий Богатырёв — Борис Сергеевич Петров
- Наталья Варлей — Алена
- Ирина Скобцева — мать Бориса
- Иван Дмитриев — Иван Сергеевич
- Игорь Дмитриев — кинорежиссёр
- Александр Белинский — Игнатий Степанович
- Владимир Рецептер — Аркадий
- Борис Соколов — Роман
- Валентина Кособуцкая
- Пантелеймон Крымов — Михалевич
- Анатолий Равикович — зубной врач
- Наталья Кустинская — Сильва,  актриса

## Съёмочная группа
- Автор сценария: Алла Соколова
- Режиссёр-постановщик: Владимир Бортко
- Продюсер: Александр Голутва
- Оператор: Эдуард Розовский
- Композитор: Виктор Лебедев